# Coniochaeta savoryi
Coniochaeta savoryi är en svampart som först beskrevs av C. Booth, och fick sitt nu gällande namn av Dania García, Stchigel & Guarro 2006. Coniochaeta savoryi ingår i släktet Coniochaeta och familjen Coniochaetaceae.   Inga underarter finns listade i Catalogue of Life.